# 第二核能發電廠
第二核能發電廠（簡稱核二廠）是位於台灣新北市萬里區的核能發電廠，因廠址位於新北市萬里區與新北市金山區之間的國聖埔，又稱為國聖發電廠，現除役中。其由臺灣電力公司所經營，佔地220公頃，與台北市直線距離僅有22公里。交通部民用航空局劃定本廠周邊2海浬（約3.7公里）為限航區R47（核能第二廠），晝夜連續限航。

## 歷史
第二核能發電廠在1974年9月開工興建，與第三核能發電廠同屬十二項建設之一環，至1975年8月1日開始排紮第一部機反應爐基礎的第一支鋼筋，1975年11月完成第一部機反應爐基礎混凝土澆置。1978年2月2日吊放第一部機450噸重的發電機定子，同年5月9日吊放重約600噸的反應爐壓力槽。
1979年8月15日，一號機緊急起動變壓器及相關匯流排、高低配電盤與馬達控制中心，由系統受電運轉成功，即核二廠工程已進入試運轉階段。一號機於1981年1月完成鈾燃料裝填，較預定進度提前115天。
二號機工程較一號機延後一年開工，二號機發電機定子於1978年6月9日吊放完成。反應爐壓力槽繼於同年11月22日吊裝完成。1982年3月完成鈾燃料裝填。一、二號機分別於1981年12月及1983年3月商業運轉。
2011年，總統馬英九宣佈核二廠確定不延役，臺電預計在2021年和2023年分別除役核二廠兩機組。
2016年5月，二號機完成大修，但併聯35分鐘後發生跳機而停機，其後於2017年12月再度完成大修；2018年2月，經自主運轉確認無虞後申請重新啟用，引發民間的質疑與輿論，然而政院仍拍板決定重啟二號機。
2016年10月核能與新能源教育研究協進會舉辦的後福島改善研討會中，提出了核二廠在遇到超出設計安全事故的降壓、減壓與注水等緊急應變措施，以降低複合式天災時發生核災變的爐心燃料熔毀、放射性物質外洩或民眾疏散等影響。
2019年，核二廠2部機組的淨發電量高達160億度，是有始以來第3高，今年的回饋金至少會比去年多1000萬元。

## 設備
| 反應爐 | 反應堆型          | 輸出功率 | 開始商轉日期 | 反應爐廠商 | 圍阻體型式 | 商轉執照期限 | 備註 |
| ------ | ----------------- | -------- | ------------ | ---------- | ---------- | ------------ | ---- |
| 一號機 | 沸水式反應爐第6型 | 985 MW   | 1981/12/28   | 奇異公司   | 馬克三型   | 2021/12/27   |      |
| 二號機 | 沸水式反應爐第6型 | 985 MW   | 1983/03/15   | 奇異公司   | 馬克三型   | 2023/03/14   |      |

第二核能發電廠廠房佈置採雙機式，控制室和廢料廠房以及部分系統結構為兩部機所共用，其他部份則各自獨立。各部機擁有一座產生蒸汽的沸水式反應爐，是奇異公司所設計發展的第六代沸水式反應爐，每小時能產生985磅壓力的飽和蒸汽1,245萬磅。圍阻體為第三代，也是奇異公司所設計。
汽輪發電機組由美國西屋公司承造，汽輪機為三缸四流聯軸再熱式，有一部高壓汽輪機及兩部低壓汽輪機。發電機為氫冷式，額定發電量為985,333瓩，年發電量高達150億度電。所發電力經由345,000伏特超高壓輸電線分三路送至大臺北地區匯入系統。

## 爭議
- 隨著大眾反核民意的升高，核電廠的價值與地位也一再地受到質疑跟挑戰。既有的美國三哩島核事故與蘇聯車諾比核事故，以及近期的日本福島第一核電廠事故，掀起了大眾對於核能安全問題的關注。北臺灣用電量極大，因此北部海濱還有核一廠及封存中的核四廠。核一廠、核二廠與臺北市的直線距離分別只有28和22公里，雖有地形因素等與山脈的天然屏障，能避免發生嚴重意外時產生直接衝擊，但仍可能造成重大事故。
- 核一廠與核二廠位在第二類斷層（在過去10萬年至1萬年內曾活動者）山腳斷層附近[9][10]，不過研究指出一旦該斷層引發強烈地震，核電廠的耐震能力仍足以安全停機，不會引起危害。根據原能會最新研究，如果兩座反應器一起出問題，緊急應變範圍為8公里，而部分專家指出需疏散30公里之居民才得以保障安全並避免衝擊擴大。
- 曾於1990年代發生秘雕魚事件。事件主因是水溫升高，而導致魚體攝取維生素C與膠原蛋白中的羥脯胺酸不足，妨礙骨骼與肌肉的發育。但是只要溫度降低到 32℃ 以下，3個月內就會恢復正常。所以這種畸形是可逆、可恢復的反應。核二廠在改善排水系統後，就此沒有秘雕魚出現。

## 錨定螺栓裂痕
- 2011年（民國100年）10月，核二廠2號機組於大修期間，目視發現120根反應爐支撐裙鈑錨定螺栓之中，有一根螺栓斷裂。其餘119根螺栓經超音波探傷檢驗後確認無斷裂或裂紋之情事。[11]
- 2012年（民國101年）3月，同廠1號機組於大修期間，執行清潔作業時發現位於裙鈑內側1根螺栓斷裂。經超音波探傷檢測後再次發現裙板內側另有2根螺栓已近斷裂，另有4根螺栓有裂紋顯示，裂紋深度約 2.5 毫米。外側螺栓檢測則無異常現象。經核能研究所熱室檢驗分析斷裂之螺栓後發現，螺栓斷裂之原因可初步排除腐蝕因素；並可能肇因於熱處理不當、材質不良、製程瑕疵及因螺桿與載鈑接觸引發之非預期彎曲力矩等現象[12]。

## 獲獎
2010年11月3日，在新加坡舉行的第6屆亞洲電力獎，授予核二廠在核反應爐上安裝360度工作平台的最佳運營和維護項目金獎 。

## 外部連結
- 台電第二核能發電廠簡介
- 第二核能發電廠廠界輻射即時監測圖
- 中研院研究報告-關於秘雕魚 （页面存档备份，存于）